# براندون فيتي
براندون فيتي (بالإنجليزية: Brandon Vietti)‏ رسام رسوم متحركة أمريكي ألف مع غريك وايزمان سلسلة شباب العدالة

## روابط خارجية
- براندون فيتي على موقع IMDb (الإنجليزية)
- براندون فيتي على موقع روتن توميتوز (الإنجليزية)
- براندون فيتي على موقع ألو سيني (الفرنسية)
- براندون فيتي على موقع أول موفي (الإنجليزية)
- براندون فيتي على موقع قاعدة بيانات الفيلم (الإنجليزية)
- براندون فيتي على موقع كينوبويسك (الروسية)